# بهبوددهنده خاک
بهبوددهنده خاک (به انگلیسی: Soil conditioner) محصولی است که برای بهبود کیفیت فیزیکی خاک ، معمولاً حاصلخیزی آن (توانایی تغذیه گیاهان) و گاهی مکانیک آن به خاک اضافه می‌شود. در استفاده عمومی، اصطلاح «بهبودهندهٔ خاک» اغلب به عنوان زیرمجموعه‌ای از دسته اصلاحات خاک (یا بهبود خاک، وضعیت خاک) در نظر گرفته می‌شود که اغلب شامل طیف گسترده‌ای از کودها و مواد غیرآلی می‌شود.
بهبوددهنده‌های خاک می‌توانند برای بهبود خاک‌های ضعیف یا بازسازی خاک‌هایی که در اثر مدیریت نامناسب خاک آسیب دیده‌اند، استفاده شوند. آنها می‌توانند خاک‌های ضعیف را قابل استفاده‌تر کنند و می‌توانند برای حفظ خاک در شرایط اوج استفاده شوند.
طیف گسترده‌ای از مواد به دلیل توانایی آنها در بهبود کیفیت خاک به عنوان بهبوددهندهٔ خاک توصیف شده‌اند. برخی از نمونه‌ها عبارتند از بیوچار، پودر استخوان، آرد خون، تفاله قهوه، کمپوست، چای کمپوست، کاه، کود دامی، کاه، پوده (زغال‌سنگ نارس)، خزه اسفاگنوم، ورمیکولیت، گوگرد، آهک، پلیمرهای هیدروجذب، و جامدات زیستی.